# Deep Mind Awareness
Deep Mind Awareness (DEEPMA) je
"ono čega se ljudi prisjete nakon što dobro razmisle o tome koji proizvodi i usluge uistinu ispunjavaju njihove specifične potrebe"

Kod istraživanja tržišta najčešće se primjenjuje metoda "Top of Mind Awareness" - odnosno "Na vrhu mozga" ili, u našem govoru prihvatljivije - "na vrhu jezika". Primjerice, ako kažemo "slatko gazirano piće", ono što vam prvo padne na pamet to je za vas "Top of Mind" brand u kategoriji gaziranih sokova.
Za svaki brand doista puno znači ako je upravo on u određenoj skupini "Top of Mind" jer je to vrlo često put do bolje prodaje i većeg profita.
Top of Mind je koristan status za svaki brand - posebice u vremenima gospodarskog i potrošačkog "cvjetanja" tržišta. U to vrijeme potrošači najčešće kupuju ono što im u tom trenutku prvo padne na pamet (sjedate u kafić i konobar vas upita još dok ste niste snašli "Što ćete..." Vi iznenađeni, odgovarate mu npr. "kavu i Coca-Colu"...  "Kava" i "Coca-Cola" su vama u tom trenutku "Top of Mind" i oni tada "pobjeđuju na tržištu".

Međutim, u vrijeme recesije i potrošačke krize "Top of Mind" gubi na svojoj snazi. U vrijeme recesije i gospodarske krize potrošači su skloniji više nego u drugo vrijeme dobro promisliti prije konačne odluke o kupnji. To je vrijeme kada svaki kupac "tri puta okrene svaku kunu" prije konačne kupnje. Ako potrošača koji ulazi u kafić u vrijeme krize konobar "zaskoči" i upita što će, velika je vjerojatnost da će umjesto "Kave i Cole", ipak malo razmisliti i naručiti primjerice samo jednu stvar - npr. ako je zima - kavu i vodu, ako je ljeto - samo Coca Colu s ledom. U ovom slučaju, kupac je promislio, "Top of Mind" je izgubio ovu tržišnu bitku i pobijedio je "Deep Mind" - kupac je promislio i u sekundi donio odluku da mu u odnosu cijene i onoga što mu se nudi za njega u tom trenutku naručivanje dva proizvoda i nisu potrebna.
Iz tog razloga, u recesijsko vrijeme poželjno je pri istraživanju tržišta primijeniti uz "Top of Mind Awareness" i istraživačku metodu u kojoj će anketirani pojedinci i razmisliti prije nego što kažu ime određenog proizvoda. Takva metoda imenovana je "Deep Mind Awareness" - DEEPMA.

## Istraživačka metoda
"Deep Mind Awareness - DEEPMA" zaštićena je istraživačka metoda razvijena od strane tvrtke Axios i svjetskog savjetodavnog giganta PricewaterhouseCoopers.
Kod Deep Mind Awareness - DEEPMA metode istraživanja ne traži se da potencijalan potrošač kaže ono što mu je prvo na pameti (Kao kod Top of Mind Awareness metode), već da promisli, odvaže svoju misao i da tek zatim, nakon pomnog razmišljanja, i po mogućnosti svojeg osobnog iskustva, kaže svoje mišljenje.
U Hrvatskoj je DEEPMA metodu po prvi put primijenio Centar za istraživanje tržišta GfK (FWB: GFK), u siječnju 2010. godine, za potrebe "Best Buy Award" istraživanja - prvog istraživanja u Republici Hrvatskoj kod kojeg su se mjerile preferencije i percepcija hrvatskih potrošača na temelju omjera kvalitete i cijene proizvoda i usluga

## Vanjske poveznice
- Best Buy Award
- PricewaterhouseCoopers
- Centar za istraživanje tržišta - GfK  Arhivirana inačica izvorne stranice od 22. siječnja 2010. (Wayback Machine)